# Rumpt
Rumpt (51° 53′ N, 5° 11′ L) é uma cidade dos Países Baixos, na província de Guéldria. Rumpt pertence ao município de Geldermalsen, e está situada a 15 km, a leste de Gorinchem.
Em 2001, a cidade de Rumpt tinha 372 habitantes. A área urbana da cidade é de 0.14 km², e tem 149 residências.
A área de Rumpt, que também inclui as partes periféricas da cidade, bem como a zona rural circundante, tem uma população estimada em 890 habitantes.